# Okto
 (août 2016).
Si vous disposez d'ouvrages ou d'articles de référence ou si vous connaissez des sites web de qualité traitant du thème abordé ici, merci de compléter l'article en donnant les références utiles à sa vérifiabilité et en les liant à la section « Notes et références ».
 (août 2016).
Le contenu est difficilement compréhensible vu les erreurs de traduction, qui sont peut-être dues à l'utilisation d'un logiciel de traduction automatique.
Okto, stylisée okto, est, entre 2008 et 2019, une chaîne de télévision de Singapour, gérée par la société Mediacorp. Elle s'adresse aux jeunes et aux jeunes adultes de Singapour. Elle était autrefois connue sous le nom de MediaCorp TV12 Centrale et était diffusée sur la fréquence 495.25 MHz.
La chaîne est créée en 2008 par Mediacorp, avec des programmes pour les enfants et des programmes pour tous. En avril 2017, la chaîne est repositionnée sur les programmes pour les enfants et les programmes sur le sport,. En mai 2019, cette chaîne de télévision disparaît. Les contenus pour les enfants sont alors diffusés sur Channel 5, tandis que la programmation sportive est diffusée sur les plateformes de Mediacorp,.
Le mot "okto" signifie "8" en grec. Pour refléter cela, à la fois StarHub TV et SingTel Singtel Télévision réalisèrent ensemble ce canal comme Canal de "8", qui ne doit pas être confondu avec Mediacorp Canal 8, Mediacorp principal de la Norme Chinoise chaîne de langue. Malgré la signification du nom du canal, le canal est diffusé sur le canal 30 pour ceux qui reçoivent les émissions sur l'air, ou le canal 25 pour ceux qui utilisent StarHub TV sockets. Pour StarHub abonnés à la Télévision, la chaîne est diffusée sur le canal 108. Sur Singtel TV, la chaîne est diffusée sur canal 209. En raison de Singtel de Télévision de numéro de canal l'interrupteur, la chaîne a commencé à diffuser sur le Canal 209 avec effet à partir du jeudi 1er novembre 2012 à 00:00 SST.[citation nécessaire]
Okto a une mascotte nommée Ollie, qui était à l'origine nommé OktoBoy. Il a été introduit dans 2011.

## Historique
Le 1er septembre 1995, Channel 8 a commencé un 24-heures de transmission et a également diffusée Tamil programmes. Premiere 12 a été lancée pour inclure plus de programmes pour enfants (principalement pour les enfants d'âge préscolaire) et la couverture des sports. Premiere 12 a plus tard inclus Tamil programmes et a été rebaptisée Centrale, le 30 janvier 2000.
Centrale avait trois programme des ceintures, des Enfants Central, qui était un des enfants de la chaîne de télévision avec enrichissant de l'enseignement et de l'animation de la programmation, Vasantham Centrale, qui était une langue Tamoule canal, et les Arts de la Centrale qui met en valeur les arts, de la culture et en grande partie à l'étranger des productions primées et constituée d'une quantité importante de créneaux de programmation pour la chaîne plutôt distinctif par rapport aux autres.
Le 19 octobre 2008, Centrale a été dissoute. Le programme de la ceinture de Vasantham Central a été étendue pour former la nouvelle Vasantham, un véritable Indien, le Canal de fournir de meilleurs programmes de télévision de la communauté Indienne de Singapour, comme l'a annoncé en janvier 2008, lorsque le Parlement de Singapour a décidé d'élargir la langue Tamoule Vasantham Centrale dans un autonome langue Tamoule canal.
Les enfants Centrale et Arts de la Centrale, les deux autres programme de ceintures de Centrale, a été fusionné et renommé Okto depuis. Okto a pris le dessus de la fréquence de Canal i, un canal qui est allé disparu depuis le 1er janvier 2005. En plus de radiodiffusion à des émissions pour enfants et de la programmation culturelle, la chaîne de diffusion en direct d'événements sportifs comme le Football, les Jeux Olympiques, les Jeux Asiatiques et Sud-est Asiatique Jeux s'il y a un besoin de.

## Programmation
Okto est essentiellement un manche avec une sélection de programmes dans la langue du pays d'origine. La programmation de la chaîne est similaire à ses prédécesseurs Premiere 12, les Enfants Centrale, Centrale des Arts et de la SPH MediaWorks Canal i, avec l'âge préscolaire et les enfants des programmes entre le jour et la nuit et documentaires, style de vie, nouvelles, actualité, d'anime, d'art et de spectacles dans le reste de la nuit.
Okto vise à être un one-stop-canal qui s'enrichissent, d'engager et de vous divertir, de vous offrir certains des meilleurs locaux et des programmes internationaux à Singapour téléspectateurs. La chaîne a un accent particulier sur les enfants et les arts dans les communautés et de Contenu Généré par les Utilisateurs (UGC) en leur permettant de participer, de grandir et d'être partie intégrante de la chaîne. Il est également le premier canal à utiliser l'ancienne Premiere 12 structure.
Lorsque Okto premier a commencé à diffuser, il a été divisé en deux segments, oktoday & oktonite. oktoday montre des programmes principalement pour les enfants et les jeunes adolescents. Depuis le 1er avril 2011, oktoday (Les Enfants Central de l'horaire de diffusion) est divisé en oktots, qui montre des programmes pour les tout-petits, et okto. oktonite(Arts de La Centrale de l'horaire de diffusion) a également été rebaptisé un~ok (Arts de la okto).
En juin 2014, les Sports Okto a été mis en place, qui montre les événements sportifs en direct et enregistrée et retardée de la couverture. Des événements tels que la Coupe du monde FIFA 2014 (match d'ouverture, 2 demi-finales et finale), les Jeux du Commonwealth de 2014, jeux olympiques de la jeunesse d'été de 2014, De 2014, des Jeux asiatiques et 2014 AFF Suzuki Cup ont été diffusés sur la chaîne. Comme Singapour a accueilli cette année les Jeux de la MER, Okto a pris la couverture de l'intégralité des matchs en direct et en HD pour la première fois, y compris l'Ouverture Et de la Fermeture des cérémonies et le quotidien souligne.
\

## Heures de transmission
Durant la semaine, Okto commence à 09:00 SST et se termine à 00:00 SST. Le week-end, Okto commence à 07:00 SST et se termine à 00:00 SST. Le oktots segment des airs de 09:00 à 16:00 SST pendant les jours de la semaine. L'a~ok segments airs à partir de 22:00 à 00:00 SST / 00:30 SST (le dimanche).
À d'autres moments, lorsque les programmes ne sont pas transmis, le logo de la chaîne Okto est diffusé, avec la radio de canal de diffusion de l'Or 90.5 FM lecture en arrière-plan jusqu'à 06:00 SST.